# 南京大勝関長江大橋

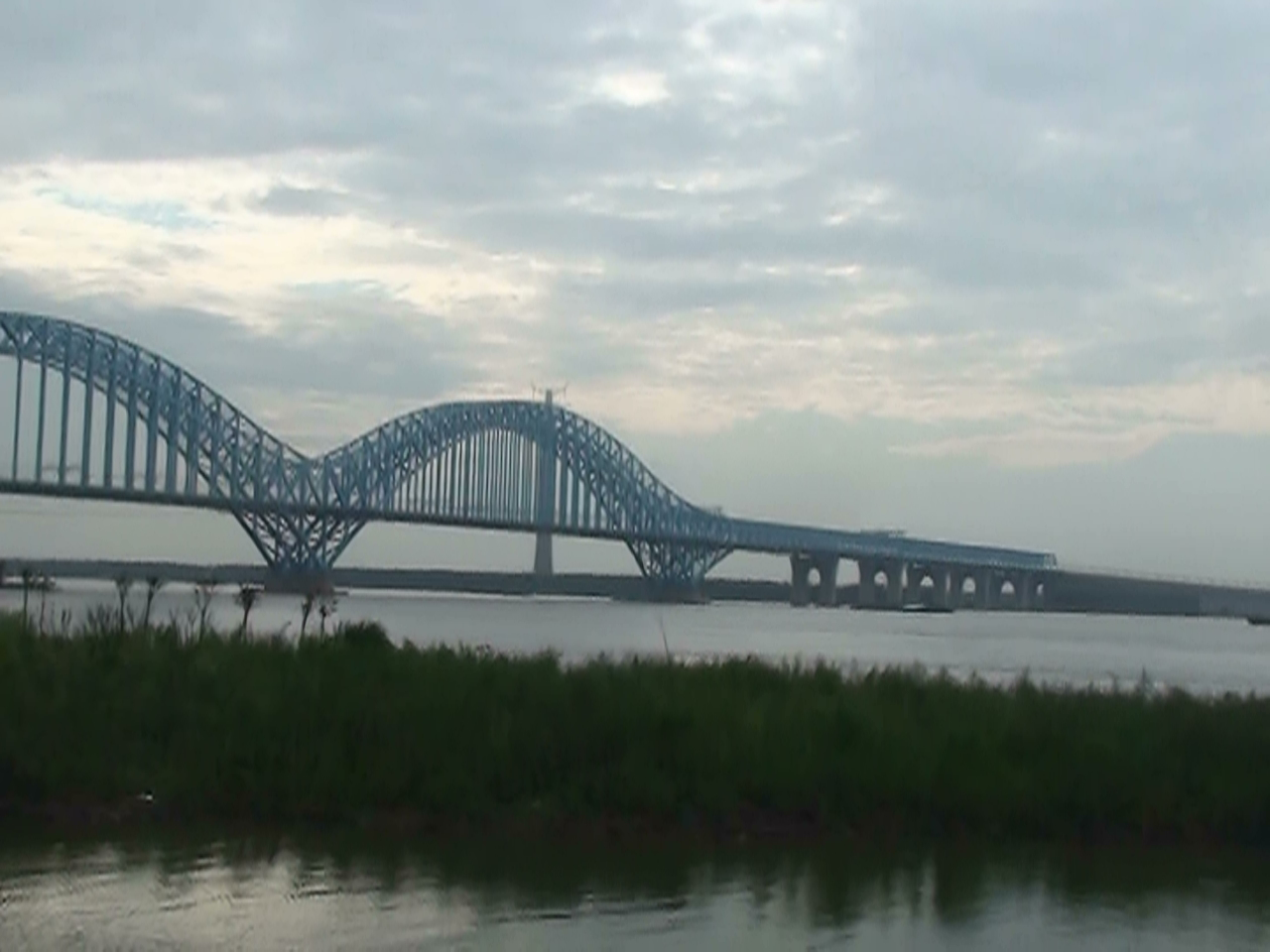
南京大勝関長江大橋

南京大勝関長江大橋（なんきんたいしょうかんちょうこうだいきょう）は、中華人民共和国を流れる河川のひとつである長江に架かる鉄道橋である。
南京長江三橋の上流1.55 km、南京市雨花台区大勝関と浦口区の間に位置し、南京長江大橋からは約20 km離れている。長江に架かる橋の主な部分の長さは1,615 mあり、全長は9,273 mである。橋の主な部分は6連の連続アーチ橋からなり、中央の2連はスパンが336 mである。橋の上には鉄道線路が6線配置されており、内訳は京滬高速鉄道2線、合寧線2線と、南京地下鉄S3号線2線である。総工費は45.6億元で、2006年に着工され、2009年に完成した。2011年1月11日から合寧線の列車がこの橋を経由するようになった。